# گلوریا دو دورادوس
گلوریا دو دورادوس (به پرتغالی: Glória de Dourados) یک منطقهٔ مسکونی در برزیل است که در ماتوگروسو جنوبی واقع شده‌است. گلوریا دو دورادوس ۴۹۲ کیلومتر مربع مساحت و ۹٬۹۵۰ نفر جمعیت دارد.